# 全日本少年少女武道錬成大会 (銃剣道)
全日本少年少女武道錬成大会 （銃剣道）（ぜんにほんしょうねんしょうじょぶどうれんせいたいかい じゅうけんどう）は、毎年夏に日本武道館で開催される、小中学生を対象とした銃剣道の全国大会。

## 概要
銃剣道を通して心身の錬磨と相互の親睦を図り、青少年の健全な育成を図る趣旨のもとに、毎年全国各地の道場に所属する数千名にものぼる小中学生が日本武道館に集結して開催される銃剣道の大会。
- 合同錬成は小学4年生以下、小学5年生以上に区分される。
- 個人試合錬成は学年別に区別され、小学5・6年生、中学生は男女別に区分される。小学4年生以下は用具を着装しない基本技のみである。
- 団体試合錬成は小学5年生から参加でき、男女別の区別はないが小学5・6年生、中学生に区分される。